# Domingo Bello Janeiro
Domingo Bello Janeiro (La Coruña, 22 de mayo de 1963) es un  catedrático de derecho civil español.

## Biografía
Es licenciado con premio extraordinario fin de carrera y doctor en derecho por la Universidad de Santiago de Compostela, de la que fue vicedecano, y catedrático de derecho civil en la Universidad de La Coruña. Además, es miembro de la Comisión Técnica de Derecho dependiente del Consejo de la Cultura Gallega, vocal del pleno de la Comisión Superior para el Estudio del Desarrollo del Derecho Civil Gallego y miembro numerario de la Academia Gallega de Jurisprudencia y Legislación. Asimismo, es autor de varios libros sobre su especialidad y de numerosos artículos científicos en revistas jurídicas, buena parte de los cuales están traducidos al ruso por parte del Centro de Derecho Privado Adjunto a la Presidencia de Rusia. Es Vocal de la Comisión General de Codificación

## Obra
- La defensa frente a terceros de los intereses del cónyuge en la sociedad de gananciales (Bosch, Barcelona, 1993).
- El retracto de comuneros y colindantes del Código Civil (Aranzadi, Pamplona, 1995).
- El plazo de la acción de retracto legal (Valencia, 1995).
- La propiedad forestal (Tecnos, Madrid, 1997).
- El Precario (Comares, Granada).

## Reconocimientos
- Cruz de San Raimundo de Peñafort (2005)
- Encomienda de la Orden de Alfonso X El Sabio (2015)[1]